# Jan Lata
Jan Lata (* 31. srpna 1953 Brno) je český lékař, profesor vnitřního lékařství, v letech 2015 až 2023 rektor Ostravské univerzity.

## Život
Vystudoval Střední všeobecně vzdělávací školu v brněnské městské čtvrti Královo Pole (maturoval v roce 1971). Následně v letech 1971 až 1977 vystudoval Lékařskou fakultu Univerzity Jana Evangelisty Purkyně v Brně (dnes Masarykova univerzita) a získal titul MUDr.
V letech 1977 až 1986 pracoval jako lékař na III. interní klinice Fakultní nemocnice u sv. Anny v Brně. V první polovině 80. let získal atestaci z vnitřního lékařství (1981) a z gastroenterologie (1985). Následně mezi roky 1986 a 1988 působil jako lékař specialista v General Hospital Al Agailat v Libyi. Po návratu se krátce vrátil jako lékař na III. interní kliniku Nemocnice u sv. Anny v Brně (1988–1989).
V letech 1989 až 2001 byl odborným asistentem na Lékařské fakultě Masarykovy univerzity a zároveň působil na jednotce intenzivní péče Interní gastroenterologické kliniky Fakultní nemocnice Brno-Bohunice, kde byl od roku 1995 vedoucím. Zároveň se dále vzdělával – v roce 1997 se stal kandidátem věd (získal titul CSc.) a v 90. letech absolvoval studijní pobyty v Nizozemsku, Francii a USA.
V roce 2001 se na Masarykově univerzitě habilitoval (tj. získal titul doc.) v oboru vnitřní lékařství. V roce 2006 byl v tomto oboru jmenován profesorem. V letech 2001 až 2007 byl navíc vedoucím Metabolické JIP a mezi roky 2007 a 2010 zastával funkci přednosty Interní hepatogastroenterologické kliniky FN a LF MU Brno. Získal také řídící funkce, a to když byl v letech 2006 až 2010 proděkanem pro vnější vztahy na Lékařské fakultě MU.
V roce 2010 přešel na Ostravskou univerzitu, kde působí jako profesor na tamní lékařské fakultě. O rok později se stal prorektorem pro vědu a vnější vztahy. V prosinci 2014 jej Akademický senát Ostravské univerzity v Ostravě zvolil rektorem. Prezident Miloš Zeman jej jmenoval dne 5. února 2015, funkce se ujal 1. března 2015.
V listopadu 2018 byl akademickým senátem opět zvolen rektorem Ostravské univerzity v Ostravě, v lednu 2019 jej pak do funkce jmenoval prezident Miloš Zeman. Funkci vykonával do konce února 2023, kdy jej vystřídal Petr Kopecký.
Jan Lata je ženatý a má tři děti. Od roku 2008 se také veřejně angažuje jako předseda správní rady nadačního fondu Pro Panacea, který založil.